# Piłka nożna w Anglii (1939/1940)
Sezon 1939/1940 był 65. w historii angielskiej piłki nożnej. Na początku sezonu, we wrześniu, nastąpił wybuch II wojny światowej, po czym system rozgrywek piłkarski uległ znacznym zmianom.

## Zwycięzcy poszczególnych rozgrywek klubowych w Anglii

### Przed wojną
| Rozgrywki         | Zwycięzca  |
| ----------------- | ---------- |
| FA Charity Shield | Portsmouth |

### Okres wojenny
| Rozgrywki               | Zwycięzca               |
| ----------------------- | ----------------------- |
| Midland League          | Wolverhampton Wanderers |
| West League             | Stoke City              |
| North-East League       | Huddersfield Town       |
| North-West League       | Bury                    |
| South League 'A'        | Arsenal                 |
| South League 'B'        | Queen's Park Rangers    |
| South League 'C'        | Tottenham Hotspur       |
| South League 'D'        | Crystal Palace          |
| South-West League       | Plymouth Argyle         |
| East Midland League     | Chesterfield            |
| Football League War Cup | West Ham United         |